# Carmen Delgado Vicente
Carmen Delgado Vicente (Villavieja de Yeltes, 1899 - Alburquerque, setembre 1936) va ser una mestra republicana vinculada a la Institución Libre de Enseñanza, assassinada per l'exèrcit franquista als inicis de la Guerra Civil.

## Biografia
Nascuda a la Província de Salamanca, va arribar a Alburquerque (Badajoz) el 1922 per ocupar la plaça de mestra de pàrvuls a l'escola municipal La Tahona. Estava casada amb el mestre Francisco Fernández Bravo i tenien un fill i un nebot orfe que cuidaven com a propi. Vinculada a la Institución Libre de Enseñanza, va lluitar per a la millora de les condicions de vida i l'erradicació de l'analfabetisme dels jornalers. Juntament amb el seu marit i Felipe Mesía Carballo, mestre i polític socialista va tenir un un paper cabdal en la creació de l'escola d'adults, les cantines escolars i la gestió de la biblioteca que las Misiones Pedagògiques va fer arribar al municipi. Després de la victòria de la dreta en les eleccions generals espanyoles de 1933, per ordre del Govern Civil, tots els mestres progressistes de la província van ser cessats de la docència i fins després de les eleccions de 1936, amb el triomf del Front popular, no van ser readmesos i citats per reincorporar-se a l'inici del curs 1936-37. El cop d'estat del 18 de juliol, va donar pas a la Guerra Civil. La Campanya d'Extremadura va ser extremadament ràpida i violenta, amb episodis sagnants com ara la Massacre de Badajoz. Francisco Fernández, Felipe Mesía i altres persones compromeses van fugir, Carmen Delgado es va quedar i va ser detinguda juntament amb la dona de l'alcalde, la catalana Serafina Roca i altres persones d'esquerres. Va ser vexada i paseada (afusellada) per un escamot de falangistes procedents de Valencia de Alcántara. Les seves restes i les de centenars de persones van ser llençades a fossa de la Mina de Valdihuelo.

## Memòria històrica
L'any 2018 el col·lectiu Memoria de Futuro de Alburquerque, va dedicar un mural col·laboratiu a Carmen Delgado i a totes les mestres republicanes represaliades per treballar en pro d'una societat més igualitària i justa. També va sol·licitar que, en compliment de la Llei de Memòria Històrica, es canviés el nom actual de la biblioteca municipal pel de la mestra Carmen Delgado Vicente.